# Собор Святого Иоанна (Перт)
Собор Святого Иоанна (англ. St John's Pro-Cathedral) — католическая церковь, находящаяся в Австралии в городе Перт. Церковь святого Иоанна является прокафедральным собором архиепархии Перта. Храм располагается на Виктория-Авеню, 18 и считается самой ранней католической церковью в Западной Австралии. Церковь внесена в реестр Национального Фонда Австралии, Государственный реестр памятников культурного наследия и Реестр культурного наследия города Перта. В настоящее время является музеем архиепархии Перта.

## История
В 1843 году в Ватикане было удовлетворено ходатайство об основании католической церкви в Перте, после чего бельгийский священник Йоганн Йостенс вместе с мирянином Патриком Орейлли отбыли на корабле «Water Witch» в Австралию. Йоганн Йостенс пробыл в Перте два месяца и за это время он сумел добиться у местных властей выделения земельного участка на Виктория-Авеню для строительства католического храма. 
Строительство храма началось 27 декабря 1843 года. Краеугольный камень был освящён и был заложен 16 января 1844 года. В этом же году священник Йоганн Йостенс отбыл в Рим, чтобы ходатайствовать у Святого Престола о создании епархии в Перте. В 1846 году в Перт прибыл первый епископ Джон Бреди, который присвоил церкви святого Иоанна статус кафедрального собора епархии Перта.
Церковь святого Иоанна была кафедральным собором епархии Перта до 1865 года, когда в Перте был построен новый собор Непорочного Зачатия Пресвятой Девы Марии в неоготическом стиле. Храм святого Иоанна получил статус прокафедрального собора и в нём была дополнительно организована католическая начальная школа. В 1881 году храм был отремонтирован и передан монахиням из конгрегации «Сёстры Милосердия», которые использовали церковь в качестве своей монашеской часовни. В это же время храм использовался как школьная часовня «Колледжа Мерседес».
В 1965 году здание храма было отремонтировано и стало использоваться как классная комната для студентов. В 1980 году произошёл очередной ремонт, после которого церковь стала музеем архиепархии Перта.

## Источник
- Bourke, D. F. The History of the Catholic Church in Western Australia (Archdiocese of Perth, 1979)